# صبیر خان
صبیر خان یک کارگردان و فیلمنامه‌نویس اهل هند است. او در سال ۲۰۰۹ اولین کار کارگردانی خود را با فیلم کم‌بخت عشق(Kambakkht Ishq) شروع کرد؛ که ستاره‌هایی از جمله آکشی کومار و کارینا کاپور در ان ایفای نقش کردند. این فیلم در ۳ ژوئیه سال ۲۰۰۹ در سراسر جهان منتشر شد. دوم فیلم صبیر، نگرش بزرگ یا هیروپاتنی (Heropanti) با حضور ستاره‌هایی از جمله تایگر شروف و کریتی سانون، در ۲۳ مه ۲۰۱۴ منتشر شد.